# Seishun Buta Yarō wa Yumemiru Shōjo no Yume wo Minai
Seishun Buta Yarō wa Yumemiru Shōjo no Yume wo Minai (青春ブタ野郎はゆめみる少女の夢を見ない?  lit. Un adolescente sinvergüenza no sueña con una chica soñadora), también conocida como Rascal Does Not Dream of a Dreaming Girl en inglés, es una película anime de drama y romance sobrenatural basada en los volúmenes seis y siete de la serie de novelas ligeras Seishun Buta Yarō escrita por Hajime Kamoshida e ilustrada por Kēji Mizoguchi. 
La película fue estrenada el 15 de junio de 2019 en Japón, y recibió lanzamientos limitados en cines de otras regiones del mundo a finales de 2019.
Una película secuela titulada Seishun Buta Yarō wa Odekake Sister no Yume wo Minai se estrenó en junio de 2023.

## Sinopsis
En Fujisawa, Sakuta Azusagawa está en su segundo año de secundaria. Disfruta mucho sus días con Mai Sakurajima, quien durante los últimos 6 meses ha sido su novia. Sin embargo, sus apacibles vidas se ven interrumpidas por la aparición del primer amor de Sakuta, Shoko Makinohara. Con esto, Sakuta se encuentra con dos Shokos, una que va en la escuela secundaria y otra adulta, la primera fue quien lo ayudó en sus sufrimiento cuando era adolescente. Sakuta descubre que la escuela secundaria Shoko sufre de una enfermedad cardíaca que requiere urgentemente un trasplante de corazón para salvar su vida. Cuando tanto Sakuta como Mai se preocupan por la grave enfermedad de Shoko en la escuela secundaria y piensan en formas de ayudarla, Sakuta finalmente descubre el vínculo entre sus heridas y Shoko adulta: Shoko adulta viene del futuro después de una exitosa operación de trasplante de corazón. El donante de corazón de Shoko es el mismo Sakuta, a quien Shoko revela que fue declarado con muerte cerebral después de un fatal accidente de tráfico en la víspera de Navidad. Resulta que la razón por la que Shoko regresó es para salvar la vida de su querido Sakuta. Contra los deseos de Mai, Sakuta decide sacrificarse para que Shoko pueda vivir. Sakuta casi es atropellado, pero Mai lo empuja a un lado en el último momento, y ella es atropellada por el auto. Como resultado, toda la causalidad ha cambiado: Sakuta vive, pero Mai es asesinada y el donante de trasplante de corazón de Shoko se convierte en Mai.
Sakuta está en estado de shock y devastado después de la muerte de Mai. Incapaz de soportar verlo así, Shoko adulta lo ayuda por última vez diciéndole un secreto: con su ayuda, él también puede regresar al pasado para reescribir la historia; la última implicación es que Shoko adulta desaparecerá para siempre. Sakuta toma una decisión firme y regresa al pasado para salvar a su amor. Sakuta evita que Mai lo salve y evita que lo atropellen, pero ahora Shoko no recibe un trasplante de corazón de nadie y su enfermedad permanece sin curar. Sin embargo, Sakuta se niega a aceptar ese resultado y, junto con Mai, acuerdan encontrar una manera de ayudar a la joven Shoko que ahora está cerca de la muerte, sabiendo que salvarla significa arriesgar la pérdida de todo lo que ha sucedido hasta entonces. Sin embargo, la pareja promete encontrarse y volver a enamorarse. Sakuta visita a la joven Shoko por última vez, donde revela que ahora sabe todo lo que sucedió. Ella decide que creará un futuro en el que nunca se encuentre con Sakuta y Mai; salvándolos así de la tristeza de la situación. El tiempo regresa al pasado, cuando Shoko estaba en cuarto grado. Valientemente escribe sus esperanzas futuras, pero esto significa renunciar al recuerdo de conocer a Sakuta y Mai; y que probablemente nunca la conocerían. Al final, el tiempo vuelve al presente. Llega el año nuevo, Sakuta y Mai visitan el santuario y pasan junto a una playa, donde por primera vez se encuentran con Shoko, ahora una joven sana. Gracias a las piezas de memoria que cruzan diferentes líneas de tiempo, en algún momento se reconocen entre sí.

## Reparto de voz
| Personaje        | Voz             |
| ---------------- | --------------- |
| Sakuta Azusagawa | Kaito Ishikawa  |
| Mai Sakurajima   | Asami Setō      |
| Shoko Makinohara | Inori Minase    |
| Tomoe Koga       | Nao Tōyama      |
| Rio Futaba       | Atsumi Tanezaki |
| Nodoka Toyohama  | Maaya Uchida    |
| Kaede Azusagawa  | Yurika Kubo     |

## Producción
El proyecto se anunció el 9 de febrero de 2019. Es una secuela de la serie de televisión de Seishun Buta Yarō, que se emitió originalmente en Japón entre el 4 de octubre y el 27 de diciembre de 2018, y adapta los volúmenes sexto y séptimo de la serie. La secuela presenta a un equipo que regresa, incluido el director Sōichi Masui, el guionista Masahiro Yokotani, el diseñador de personajes Satomi Tamura y el compositor musical Fox Capture Plan. CloverWorks, que produjo la serie de televisión de 2018, regresó como el estudio de producción, y todos los miembros del elenco de voces repitieron sus papeles del anime.

## Lanzamiento
La película se estrenó en los cines de Japón el 15 de junio de 2019, distribuida por Aniplex. La película obtuvo un total acumulado de ¥377,590,790 de 257,191 ventas de boletos en 24 días. La película ha sido promovida a través de productos basados en personajes de la serie, incluidas figuras de Mai Sakurajima y Shoko Makinohara, que Aniplex lanzará en 2020.

### Distribución mundial
En los Estados Unidos, Aniplex of America estrenó la película en Anime Expo el 7 de julio de 2019. Aniplex of America, en colaboración con Funimation Films, estrenó la película en cines seleccionados en los Estados Unidos el 2 y 3 de octubre de 2019 y en Canadá los días 4 y 5 de octubre de 2019. En Australia y Nueva Zelanda, Madman Entertainment estrenó la película en Madman Anime Festival Melbourne el 14 de septiembre de 2019, con una función teatral limitada desde el 10 de octubre de 2019.
En México, Konnichiwa Festival estrenó la película en cines seleccionados los días 23 y 24 de noviembre de 2019.

## Recepción
Kim Morrissy de Anime News Network elogió la película, describiéndola con "una verdadera lágrima" y que fue una "encapsulación perfecta de lo que hace que la relación entre Sakuta y Mai sea tan entrañable", dándole un puntaje general de A−.